# 克拉尼斯卡戈拉市鎮

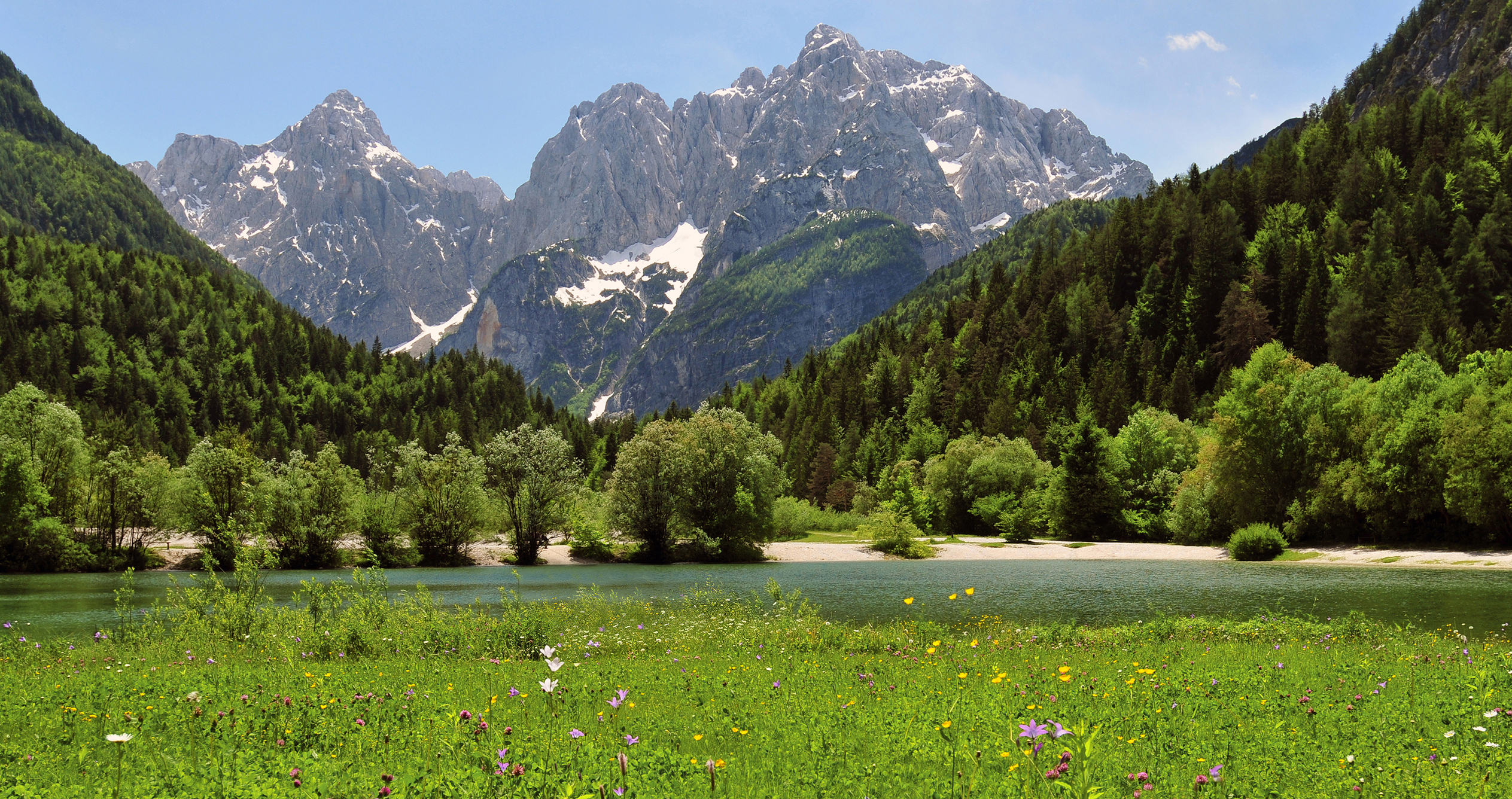
从克拉尼斯卡戈拉看朱利安阿尔卑斯山风景

克拉尼斯卡戈拉市鎮是斯洛文尼亚的一个市镇，行政中心為克拉尼斯卡戈拉，位于上卡尼奧拉地区的薩瓦多林卡河谷地，靠近奥地利和意大利的边境。面积256.3平方公里，2002年人口5247人。
市镇中心克拉尼斯卡戈拉坐落在朱利安阿尔卑斯山，以其冬季运动闻名。它是一年一度的高山滑雪世界杯的分站赛举办地之一。

## 外部連結
- 官方网站  （斯洛文尼亚文）
- Vitranc Cup Official Website （页面存档备份，存于）